# 高季辅
高季辅（596年—654年1月16日），名冯，字季輔，以字行，德州蓚县（今河北省衡水市景縣）人，唐朝宰相。

## 生平
他的祖父高表是北魏或东魏的安德太守。父亲高衡是隋朝的萬年县令。高季辅年少时就学习文学和武艺，为母服喪时以孝聞名。他的哥哥高元道是汲縣（今河南新乡市）县令，618年隋炀帝死后，隋朝崩溃，汲縣人造反，高元道被杀。高季辅带领哥哥的部下，手刃杀兄的凶手，斬首以祭其兄之墓。之后他也参加了农民起义。不久他和李密的部下武陟人李育德（两唐书作其兄李厚德）一起投降了唐朝。唐高祖授高季辅为陟州（今河南焦作市）總管府戶曹參軍。
唐太宗继位后，授高季辅为監察御史，弹劾有错误的大臣，不畏权贵。之后转任中書舍人，贞观八年（634年），太宗召近臣，令评价時政得失。高季輔上封事五條，建议：
1. 提升、重用正直诚实清廉的官员。
2. 减少对人民的征募徭役。
3. 控制公主王公的奢侈之风。
4. 提高地方官员的薪俸待遇。
5. 提高皇弟作为长辈在皇子面前的威严。

唐太宗看后，深以为然。十七年（643年），授高季辅为太子李治的右庶子。高季辅又上疏切諫時政得失，唐太宗特賜鐘乳一劑：“進藥石之言，故以藥石相報。”十八年（644年），加銀青光祿大夫，兼吏部侍郎，负责选举官员。唐太宗賜高季辅金背鏡一面，以表彰他的清鑒。十九年（645年），唐太宗东征高句丽，派高季辅在定州（今河北保定）辅佐太子李治。二十二年（648年），高季辅遷任中書令，兼檢校吏部尚書、監修國史，賜爵蓚縣公。二十三年（649年），唐太宗去世，太子李治继位，是为唐高宗。永徽二年（651年），高季辅遷任侍中。永徽三年（652年），兼太子少保，太子是李忠。因風疾卧病在家，唐高宗召其兄虢州（今河南三门峡市）刺史高季通為宗正少卿前去探病。654年1月16日，高季辅去世，享年五十八。唐高宗為之舉哀，廢朝三日，贈開府儀同三司、荊州都督，諡曰憲。

## 家庭

### 夫人
- 长孙弄珪

### 儿子
- 高正業，中書舍人。

## 传记资料
- 《旧唐書》卷七十八·列传第二十八·高季辅传
- 《新唐書》卷一百四·列传第二十九·高季辅传
- 《资治通鉴》卷194、卷197、卷199